# Timm Klose
Timm Klose (ur. 9 maja 1988 we Frankfurcie nad Menem) – szwajcarski piłkarz niemieckiego pochodzenia występujący na pozycji obrońcy w angielskim klubie Bristol City oraz w reprezentacji Szwajcarii.

## Kariera klubowa
Klose urodził się w Niemczech jako syn Szwajcarki i Niemca. W 1993 roku przeprowadził się z rodziną do Szwajcarii. W 1995 roku rozpoczął treningi w klubie BSC Old Boys. W 2003 roku przeszedł do juniorów klubu FC Basel, ale w 2004 roku wrócił do Old Boys. W 2007 roku ponownie przeszedł do FC Basel, tym razem zostając graczem jego rezerw. Spędził w nich 2 lata. W 2009 roku odszedł do drugoligowego FC Thun. W 2010 roku awansował z nim do pierwszej ligi. Zadebiutował w niej 17 lipca 2010 roku w zremisowanym 1:1 pojedynku z BSC Young Boys, a 11 września 2010 roku w przegranym 1:3 spotkaniu z FC Zürich strzelił pierwszego w szwajcarskiej ekstraklasie. W Thun spędził 2 lata.
W 2011 roku podpisał kontrakt z niemieckim 1. FC Nürnberg. W Bundeslidze pierwszy mecz zaliczył 6 sierpnia 2011 roku przeciwko Hercie BSC (1:0).

## Kariera reprezentacyjna
W 2010 roku Klose zadebiutował w reprezentacji Szwajcarii U-21. W 2011 roku wywalczył wraz z nią wicemistrzostwo Europy. W pierwszej reprezentacji Szwajcarii zadebiutował 10 sierpnia 2011 roku w wygranym 2:1 towarzyskim meczu z Liechtensteinem.